# ناترک
ناترک (نام علمی: Dodonaea) نام یک سرده از تیره ناترکیان است.